# スイス国鉄RABe514形電車
スイス国鉄RABe514形電車（スイスこくてつRABe514がたでんしゃ）はスイス連邦鉄道（SBB: Schweizerische Bundesbahnen、スイス国鉄）のチューリヒSバーンに使用される電車（Doppelstocktriebzug、DTZ）で、シーメンス・トランスポーテーション・システム社のデジロ製品群の一つである。

## 開発と運用過程

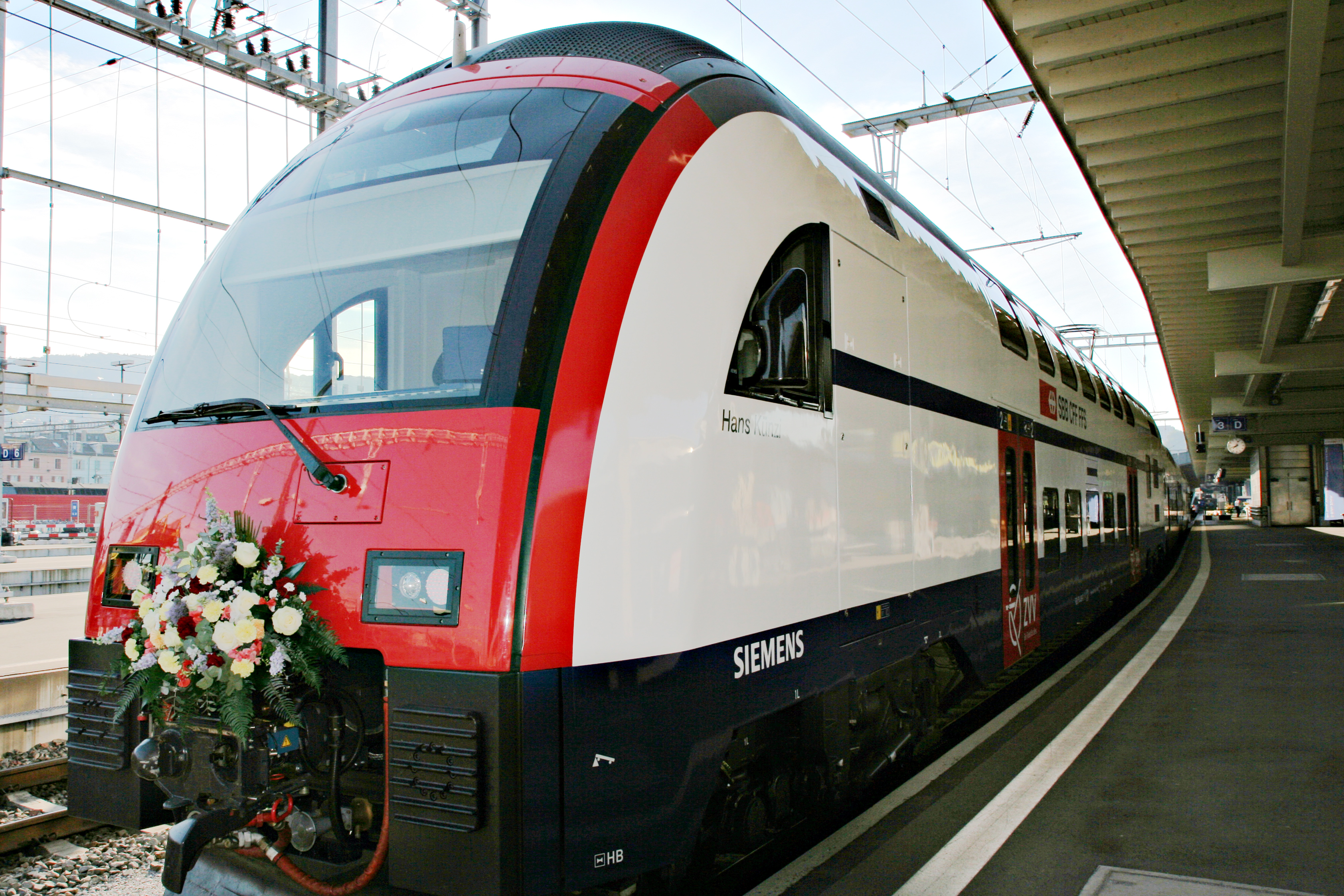
2006年6月10日就任式当時のRABe514形電車

2003年2月23日にスイス連邦鉄道の取締役会は、4両35編成の2階建列車を4億4700万フランでシーメンス・トランスポーテーション・システムに発注する契約を承認した。シーメンスはDWAゲルリッツとの連合で製作した実験列車（DB445形電車）を除いて、これまで2階建て電車を製作した経験がなかったため、この決定は異例であった。本形式の製造は主にプラハの工場で行われたが、スイス国内での生産要件を満たすため、中間車の内装工事がシュタッドラー・レールのアルテンハイン工場で行われたほか、試運転がスイス国内のロールシャッハで行われた。
RABe514形は計画では2005年12月に運行を開始する予定であったが、製造遅延により実現しなかったものの、2005年12月2日にチューリッヒ中央駅で一般公開されている。その後、翌年5月までヴェリム鉄道試験線及びレールテック・アルゼナル風洞試験研究所（Rail Tec Arsenal）で徹底的にテストされ、その後チューリッヒSバーンのS14系統の定期運行に投入された。
2006年3月にスイス連邦鉄道はこの契約のオプションを行使してさらに25編成を導入したほか、当初の導入遅延に対する違約金の代わりにシーメンスが1編成を無償で提供することとなり、2009年7月までに計61本の電車の供給が完了した。

## 技術的特徴

### 車体
2階建チューリッヒSバーン第1世代のプッシュプル列車であるDPZ（Doppelpendelzug）はRe450形電気機関車1機と制御車を含む2階建て客車3両で構成されていたが、第2世代のRABe514形は2両の動力付き先頭車と2両の付随車で構成される4両編成となっており、低床の出入り口、エア・コンディショナー、バイオリアクター付きの真空吸引式トイレが備えられている。移動円滑化対応として両開式の乗降扉には電動引込式のステップが設置されている。

### 走行機器
両先頭車の計4基の動力台車は1軸あたり400 kW出力の誘導電動機により駆動されている。列車内に15 kVの高圧引通線を設置する充分なスペースがないため、両方の先頭車は各の集電装置で集電している。 

### 車内設備

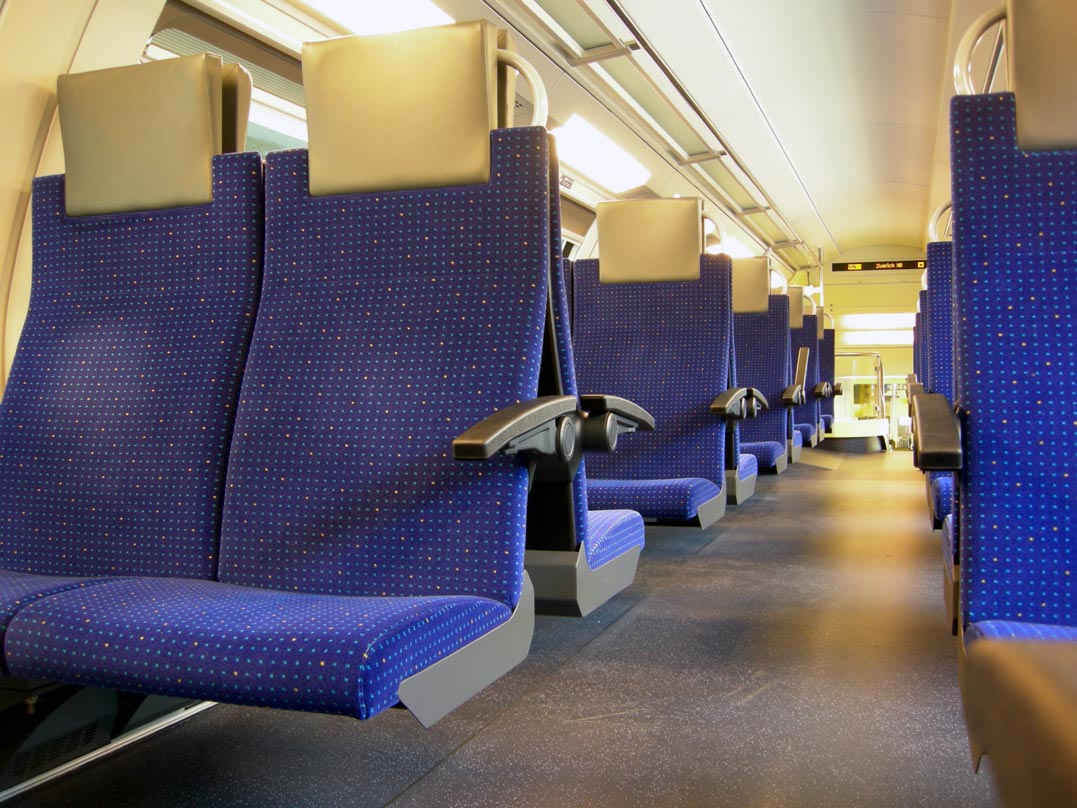
二階の二等席

客室定員は1等74席、2等304席、立席約600人で、1等席にはノートPCやその他のデバイスを充電するためのAC 230V電源コンセントが装備されている。 

## 運行形態
| 号車           | 1                                    | 2                                    | 3                                    | 4                                    |
| 形式・車両番号 | 94 85 1 514 0xx-y CH-SBB             | 94 85 2 514 0xx-y CH-SBB             | 94 85 3 514 0xx-y CH-SBB             | 94 85 4 514 0xx-y CH-SBB             |
| 車種           | 先頭制御車                           | 中間車                               | 中間車                               | 先頭制御車                           |
| その他設備     |                                      |                                      |                                      |                                      |
| 搭載機器       |                                      |                                      |                                      |                                      |
| 備考           | 車両番号は国際鉄道連合の形式に従う。 | 車両番号は国際鉄道連合の形式に従う。 | 車両番号は国際鉄道連合の形式に従う。 | 車両番号は国際鉄道連合の形式に従う。 |

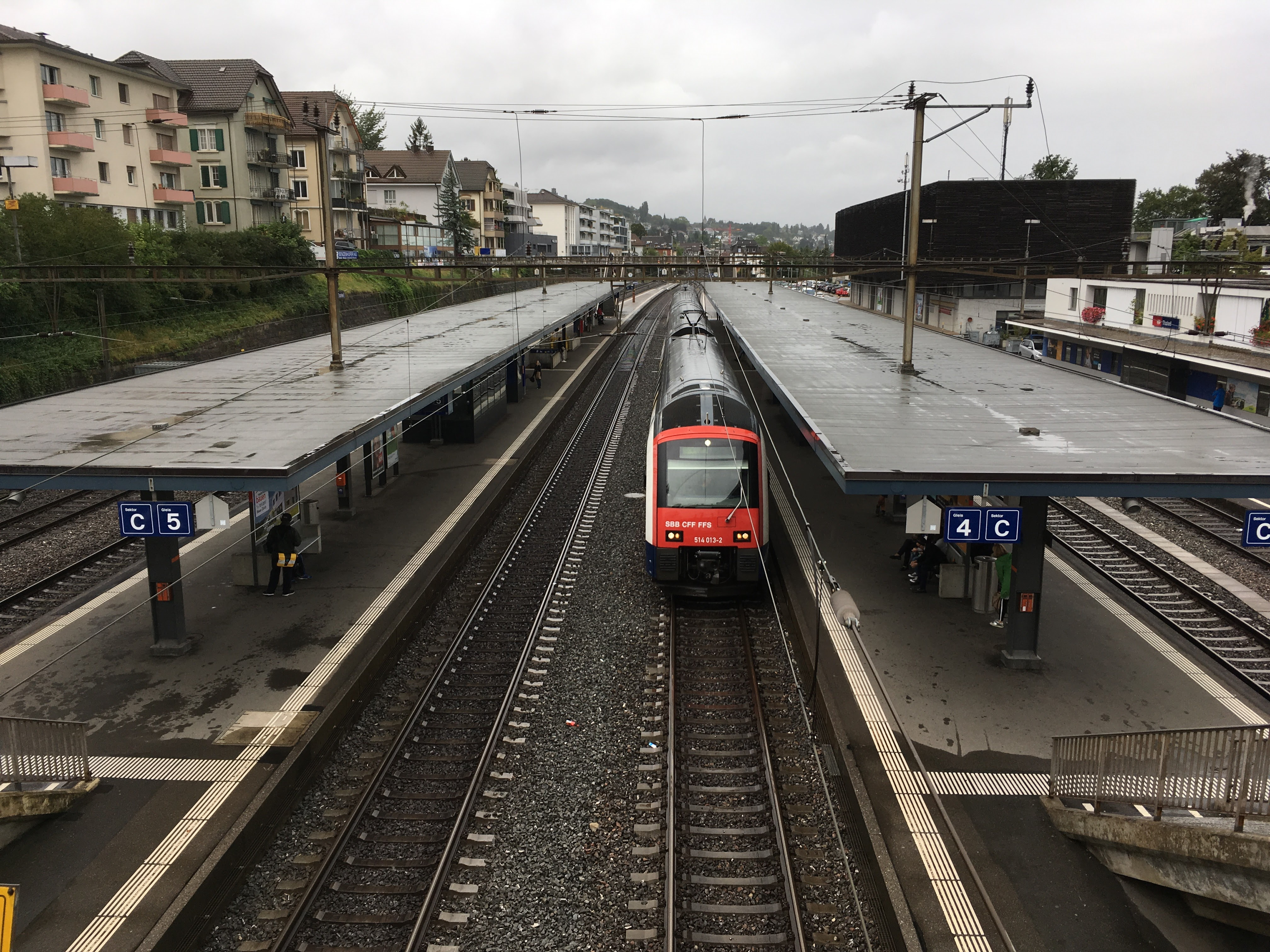
タールヴィル駅で停車する514形電車

RABe514形電車は2階建Sバーン第1世代のRe450形とともにチューリッヒSバーンで使用されているが、本形式導入により余剰となったRe450形牽引の列車の一部はRABDe510形電車およびRBe540形電車の代替するため他の路線に投入された。
本形式は2006年5月末から試験的にS14系統限定で運行され、2006年12月にS7系統にも投入された。新しく導入された機体はまずは他の路線に比べて全長が短く、重要度が低いS14系統に投入されてしばらく運行され、その後当初予定の路線に順次配置された。S7系統に15編成が導入された後、S5系統に投入される予定であったがS15系統に投入され、第2次発注分はS8系統にも導入されたほか、S16系統にも使用されている。
Re450形牽引の列車とRABe514形を併結して、より多くの路線で低床式車両による運行を提供するという当初の計画は、併結時にソフトウェア上の問題が発生したため実現できなかった。